# Ak-Suu
Ak-Suu (ryska: Теплоключенка) är en distriktshuvudort i Kirgizistan. Den ligger i oblastet Ysyk-Köl Oblusu, i den östra delen av landet, 300 km öster om huvudstaden Bisjkek. Ak-Suu ligger 1 814 meter över havet och antalet invånare är 10 823.
Terrängen runt Ak-Suu är varierad. Runt Ak-Suu är det mycket glesbefolkat, med 5 invånare per kvadratkilometer. Närmaste större samhälle är Karakol, 11,0 km väster om Ak-Suu. Omgivningarna runt Ak-Suu är en mosaik av jordbruksmark och naturlig växtlighet.